# Eupithecia syriacata
Eupithecia syriacata là một loài bướm đêm trong họ Geometridae.